# Nan Melville
Nan Melville (7. října 1949 – 18. března 2022) byla americká fotografka. Specializovala se na taneční fotografii.